# Aristazabal
Aristazabal è un'isola situata nella provincia della Columbia Britannica, in Canada.

## Geografia
L'isola è situata a sud-ovest dell'Isola della Principessa Reale, ha un'area di 420 km². e si trova all'interno del Distretto Regionale di Kitimat-Stikine.

## Storia
All'isola fu dato il nome il 30 agosto 1792 dal capitano di Corvetta Jacinto Caamaño, a capo della corvetta spagnola Aranzazu, in onore al capitan spagnolo Gabriel de Aristazábal, uno dei più famosi del tempo. Il termine errato "Aristizable" appare sulle carte del capitano Vancouver.